# Frédéric Domon
Frédéric Domon (Versailles, 5 luglio 1962) è un ex cestista e allenatore di pallacanestro francese.

## Carriera
Con la Francia ha disputato i Campionati europei del 1995.

## Palmarès

### Giocatore
- Campionato francese: 2

Pau-Orthez: 1991-92
Olympique d'Antibes: 1994-95